# Groupement de commandos de montagne
Pour les articles homonymes, voir GCM.
Le groupement de commandos de montagne (GCM) est une unité spécialisée de la 27e brigade d'infanterie de montagne.
Pour emploi, le GCM dépend de l'état-major de la brigade mais ses sections restent intégrées dans chacune des unités (bataillon ou régiment) de la brigade. Ces unités peuvent utiliser la section GCM qui lui est rattachée pour un usage propre, hors temps de crise ou de mobilisation OPEX.

## Historique

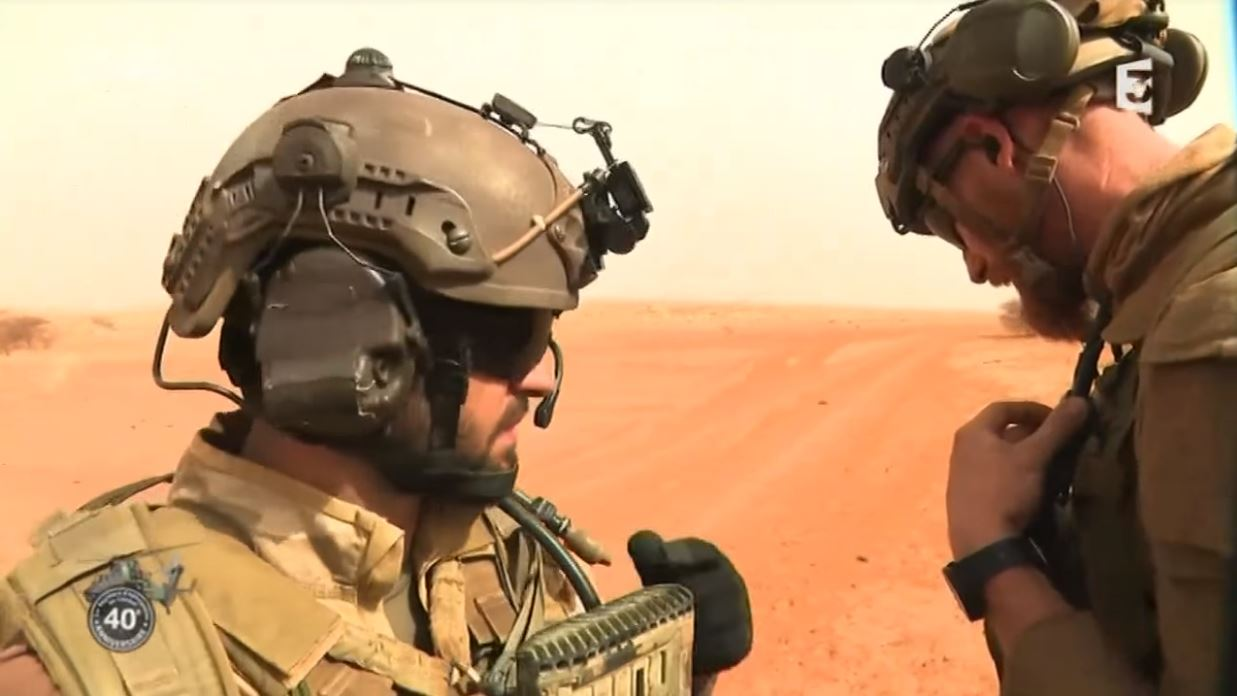
Des militaires français du groupement de commandos de montagne au nord-est de Gao, en juin 2017, lors de l'opération Barkhane.

Les GCM sont les héritiers directs des URH 27 (Unités de recherche humaine) de la 27e BIM, composées à cette période des sections de renseignement (SR), ces dernières ayant succédé aux sections d'éclaireurs skieurs (SES) de la Seconde Guerre mondiale.
Les sections de renseignement (des sections composées à l'époque de la conscription à 50 % d'appelés VSL et 50 % d'engagés) étaient reconnues pour leur rusticité et leur capacité d'adaptation en haute montagne. Pour perpétuer ces spécificités, les GCM suivent des stages d'aguerrissement au froid extrême,.
La fin de la conscription, décidée en 1997 par le Président de la République française Jacques Chirac, a entraîné une évolution des sections de renseignement et de leurs missions dans le cadre de la professionnalisation des armées françaises. Les compétences initiales des anciennes sections de renseignement de l'URH 27 sont complétées par l'apport de techniques spécifiques à caractère plus offensif. C'est ainsi que sont créées en 2004 les GCM.

### Pertes sur théâtres d'opération

#### Afghanistan
Le 21 septembre 2007, l'adjudant Laurent Pican est tué lors d'une mission en Afghanistan. Sa disparition révèle alors l'existence du groupement de commandos de montagne qui n'avait jusqu'alors pas été rendue publique.
Le 29 décembre 2011, deux sous-officiers, le major Mohammed El Gharrafi, et le sergent-chef Damien Zingarelli, tous deux membres du GCM du 2e régiment étranger de génie et déployés au sein du Battle Group TIGER, Task Force La Fayette (TFLF), sont abattus lors de l’opération « Hunting Spear 2 » en vallée de Tagab, dans le Sud de la province du Kâpîssâ.
Ces deux militaires sont les deux premières victimes françaises en Afghanistan d'une attaque de type « green on blue », : une attaque par des soldats afghans de l'armée régulière afghane (ANA) qui trahissent et se retournent contre des forces occidentales alliées.

#### Bande sahélo-saharienne
Le 25 novembre 2019, au sud d'In Delimane (Nord-Est malien), lors d'une opération antiterroriste nocturne dans la vallée d'Eranga, deux hélicoptères du commando se percutent. La totalité des équipages périssent lors du crash. Six membres des GCM sont identifiés parmi les victimes, dont quatre du 4e RCH :
- le chef d'escadrons Romain Chomel de Jarnieu, intégré depuis plusieurs années au sein du 4e RCH, il était devenu chef d’équipe commando GCM ;
- l'adjudant Jérémy Leusie avait rejoint le GCM du 93e RAM en février 2018 ;
- l'adjudant Andreï Jouk, engagé en 2008 au sein de la Légion étrangère, avait choisi de rejoindre le 2e REG et a pu par la suite intégrer le GCM ;
- l'adjudant Alexandre Protin du 4e RCH depuis 2009, devenu équipier GCM, en était à sa troisième mission au Sahel.
- le maréchal des logis-chef Valentin Duval qui, après avoir rejoint l'EMHM en 2017, intégrait le GCM du 4e RCH en qualité de chef de cellule radio ;
- le maréchal des logis-chef Antoine Serre, passé également par l'EMHM, a intégré le GCM du 4e RCH ;

Le 24 septembre 2021, à 50 km à l'est de Hombori dans la forêt de N'Daki (partie centrale du Mali, à 15 km de la frontière avec le Burkina Faso), une reconnaissance est effectuée sur zone après la détection d'une dizaine de membres d'un groupe armé terroriste. Les membres du GCM déployés ont été pris à partie à courte distance et le caporal-chef Maxime Blasco, du 7e BCA, décède sous le feu d'un tireur embusqué,. Il faisait partie du 7e bataillon de chasseurs alpins depuis le 1er août 2012. Il était devenu tireur d’élite au sein du GCM. Pour sa valeur sur le théâtre d'opération malien, le caporal-chef Maxime Blasco s'est vu remettre par trois fois la croix de la Valeur militaire avec étoile de bronze, puis la croix de la Valeur militaire avec étoile de Vermeil, et enfin la Médaille militaire remise des mains du président de la République,.

## Organisation et conditions opérationnelles
Près de deux cent vingt-six commandos forment le groupement de commandos de montagne et sont répartis comme suit :
- quatre sections d'une trentaine d'hommes observateurs montagne réparties au sein des :
  - 4e régiment de chasseurs, basé au quartier général Guillaume dans la ville de Gap (Hautes-Alpes),
  - 7e bataillon de chasseurs alpins (section « NOIR »), basé à Varces-Allières-et-Risset (Isère),
  - 13e bataillon de chasseurs alpins, basé à Barby (Savoie),
  - 27e bataillon de chasseurs alpins, basé à Cran-Gevrier (quartier Tom Morel, commune d'Annecy en Haute-Savoie) situé à 4 kilomètres du centre-ville d'Annecy ;
- une cinquième section est constituée de plusieurs groupes de reconnaissance et d'appui permettant d'apporter aux GCM des savoir-faire spécifiques. Ces groupes sont issus des :
  - 93e régiment d'artillerie de montagne (équipe d'observation dans la profondeur), basé à Varces-Allières-et-Risset[22],
  - 27e compagnie de commandement et de transmission de montagne (transmission et communication) basé à Varces-Allières-et-Risset,
  - 2e régiment étranger de génie, avec la section de renseignement et d'intervention offensive (SRIO) dont les commandos sont tous des sapeurs qualifiés, c'est-à dire-qu'ils apportent au GCM leur expertise en matière de déminage, dépiégeage, destruction par explosif, effractions chaudes et froides pour entrer dans les infrastructures à reconnaître[23]. De plus, le GCM du 2e REG compte aussi parmi ses rangs des plongeurs de combat du génie, c'est-à-dire, des spécialistes de la plongée offensive en eaux douces, en surfaces non-libres (galeries souterraines naturelles ou artificielles), et en lac d'altitude, basé au quartier Maréchal-Koenig, sur le plateau d'Albion, au nord de la commune de Saint-Christol (Vaucluse), à l'emplacement de l'ancienne base de missiles nucléaires stratégiques[24]. Le GCM du 2e REG est l'un des deux groupes commandos de la Légion étrangère, avec le Groupe commando parachutiste du 2e Régiment étranger parachutiste.

Selon l'Armée de terre, les capacités attendues des commandos du GCM sont multiples :
- renseigner au contact et dans la profondeur (derrière les lignes ennemies) sur zone, axe, carrefour, de jour comme de nuit, le personnel étant camouflé en surface ou bien sous terre (caches). Cette spécificité de poste est désignée sous le terme « observateur montagne ». Les techniques et moyens utilisés dans ce contexte opérationnel sont proches — car très directement inspirés — de ceux des équipes de renseignement du 13e régiment de dragons parachutistes[26] ;
- faciliter la mobilité d'autres unités : traces pour les approches délicates en ski de randonnée, aide au franchissement vertical en configuration de combat (équipement de parois et crêtes)[27] ;
- aider à l'exfiltration de personnels civils par tout moyen, y compris par aérocordage, ou encore par vols tactiques crépusculaires en parapente biplaces (une spécificité propre aux GCM)[27] ;
- opérer des actions offensives, en milieu urbain ou non-urbain, telles que :
  - des participations à l'arrestation (en collaboration avec des instances judiciaires par exemple) de criminels ou de responsables de premier plan[28],[29],[30] (appelés cibles de haute valeur, ou encore High-value target)[31],comme des personnes recherchées par la Cour pénale internationale par exemple, ou encore des leaders de groupuscules armés[32] ;
  - l'extraction d'otage, permise par l’acquisition d'aptitudes au combat en milieu clos, et par la formation de deux personnels par section au tir de précision au sol ou embarqué[33],
  - la prise d'objectifs clefs sur le terrain[27],
  - les missions de recherche et action dans la profondeur[31], durant lesquels les personnels ennemis sont poursuivis sur leur terrain de prédilection et selon un calque de leurs propres modus operandi tactiques[34]. Cet objectif ainsi que le mode opératoire choisi font écho - dans l'histoire militaire française - avec ceux des commando de chasse durant les années 1959-1962[35],
  - la destruction d'infrastructures désignées, mais aussi le déminage, grâce aux éléments provenant du 2e REG[36],
  - guider des frappes (artillerie, tirs air-sol, appuis aériens rapprochés) dans la profondeur et en observer les résultats : un savoir-faire tenu initialement par les personnels NFO (national fire observer) et JTAC (Joint terminal attack controller (en))[37],[38],[39] de la section EOP (équipe d'observation dans la profondeur) puis BRB-S rattachée au 93e régiment d'artillerie de montagne[22],
  - défense et soutien lors d'opérations de secours et récupération de personnels à la suite d'un crash d'aéronef, avec le GTD-A au Mali par exemple[40].

Cette liste d'objectifs multiples n'est in fine ni exhaustive ni limitative : par exemple, les commandos du GCM engagés sur le théatre afghan ont pu l'être en tant que Operational Mentoring Liaison Teams (OMLT), chargés de la formation et du conseil auprès des militaires de l’Armée nationale afghane. Comme ils ont pu également s'illustrer depuis 2001 en Afghanistan,, ou depuis 2014 sur les territoires de la bande sahélo-saharienne (rotation des équipes GCM dans le cadre de l'opération Spartan,, Aconit,), par des opérations de renseignement auprès des populations, des actions offensives intenses d'ordre tactiques, ce dans le cadre d'une guerre de type asymétrique en milieux montagneux et désertiques sur les terrains afghans,, comme malien,,. Dans un contexte de guerre en Ukraine, l'OTAN renforce la présence dissuasive du groupement tactique instauré dans le cadre du plan d'action « réactivité » dans le Nord de l'Europe, et tout particulièrement en Estonie, pays partageant une partie de ses frontières avec la Russie. La France a choisi d'y envoyer, à près de cent trente kilomètres de la frontière russe, des GCM - entre autres unités - afin de se joindre aux exercices de l'opération Baltic Hawk en début d'année 2023. Les principales tâches des GCM consistant alors en des opérations de renseignement menées conjointement avec des équipes britanniques, ainsi que des actions de harcèlement sur des « positions adverses »,. Ces entraînements militaires de type symétrique de haute intensité par grand froid, dans le cadre de l'Alliance atlantique et de la guerre en Ukraine, sont réédités à partir du 24 janvier 2024 avec le Steadfast Defender 24, l'exercice inter-alliés le plus massif depuis la fin de la Guerre froide, ; 450 alpins du 7e BCA sont déployés dans le Nord de la Norvège pour l'opération Nordic Response 24, lors de laquelle les GCM sont mobilisés pour des actions de renseignement dans la profondeur. Les terrains pour ces actions du GCM se localisent préférentiellement en milieux hostiles comme les zones de montagnes ou encore de grands froids (zones arctiques, par exemple), mais la pratique montre que les lieux d'action ne sont pas limités (avec le développement des aptitudes du GCM pour le combat urbain ou en milieu clos).
Bien que non rattachés à la liste des unités françaises des forces spéciales et ce de façon officielle, les GCM utilisent couramment les techniques, modes d'entraînements, modes opératoires et matériels de ces dernières. Sur le terrain, il est constaté que la polyvalence, les capacités d'autonomie et d'adaptation, ainsi que la maîtrise poussée des techniques par les commandos des GCM s'apparentent dans la pratique aux talents identifiés et nécessaires au sein des forces spéciales - avec lesquelles ils sont d'ailleurs parfois appelés à la coopération - ce pour autant sans en avoir aussi clairement les attributs et objectifs à caractère stratégique.

## Une spécificité unique dans l'armée de Terre: le parapente opérationnel
L'utilisation du parapente au sein du GCM fait suite aux tests menés dans les années 1990 au sein des sections de renseignement rattachées alors à la 27e division d'infanterie de montagne (qui sera par la suite renommée la 27e brigade d'infanterie de montagne).
Le parapente est durant cette période identifié comme un vecteur possible du personnel en montagne. L'objectif étant de faciliter - lors de contextes précis et adaptés - le déplacement comme la discrétion lors de phases d'infiltration et plus particulièrement d'exfiltration, par bond au-dessus des obstacles naturels.
Avec les tests de ce nouveau moyen aérien de déplacement alpin, effectués durant ces années par les SR, ces derniers ont pu démontrer par la pratique les possibilités et apports du parapente en phase d'exfiltration :
- lors de décollages et atterrissages sur neige (parapente utilisé skis aux pieds) ou non ;
- lors de phases dites crépusculaires : le vol s'effectuant après le coucher du soleil ou avant son lever, à l'aide d'appareils de vision nocturne à intensificateur de lumière de dernière génération, et autres matériels de vol comme le GPS ou l'anémomètre. En France, ce type de vol est absolument interdit dans le domaine civil, et seuls les militaires et donc les GCM ont une dérogation de la direction générale de l'aviation civile pour des vols parapente de nuit, dans les nuages, ou sous la pluie[59] ;
- l'emport de charges lourdes (équipement du personnel ou autre) par le biais d'une technique de délestage après décollage, le matériel se retrouvant alors rattaché et suspendu sous la sellette du parapente ;
- l'aide à l'exfiltration de personnel civil, par l'utilisation de parapentes biplaces pilotés par des militaires brevetés et confirmés[60] ;

Au second trimestre de l'année 2002, ainsi qu'au premier semestre de l'année 2003, se déroulent les tests d'une campagne d'expérimentation tactique destinée à évaluer les différents modes opératoires (vol crépusculaire, vol biplace, vol lesté, phases de décollage et atterrissage sur neige) du vol sous parapente.
Le rapport d'expérimentation tactique issu de cette campagne de tests est validé au cours de l'année 2003 par le chef d'état-major de l'armée de Terre. Cette étape décisive marque alors l'entrée en fonction du parapente pour un emploi opérationnel.

### Autres sources
- Soldats de Montagne - revue semestrielle (depuis janvier 2013) de la Fédération des soldats de montagne (FRESM).